# Любовен еликсир
„Любовен еликсир“ (на италиански: L’elisir d’amore) е комична опера (опера-буфа, опера giocoso) в две действия, четири картини, от Гаетано Доницети по италианското либрето на Феличе Романи.

## Действащи лица
| Роля                                      | Партия  | Екип на световната премиера, 12 май 1832 (Милано) |
| ----------------------------------------- | ------- | ------------------------------------------------- |
| Неморино, обикновено селско момче         | тенор   | Джанбатиста Дженеро                               |
| Адина, богато селско момиче               | сопран  | Сабине Хейнефетер                                 |
| Белкоре, Сержант                          | баритон | Анри-Бернар Дабадие                               |
| Д-р Дулкамара, лекар-шарлатанин           | бас     | Джузепе Фрецолини                                 |
| Джанета, приятелка на Адина               | сопран  |                                                   |
| Селяни, деца, войници от полка на Белкоре |         |                                                   |

Действието се развива в едно италианско село в началото на XIX в.

## История на творбата
Доницети пише операта в Неапол, а текстът е от Феличе Романи (1788 – 1865) – автор на голям брой оперни либрета, използвани за основа за оперни композиции от най-големите италиански композитори, както и множество чужди композитори, например Майербер.
В основата на сюжета стои поверието за вълшебни билки и питиета, с помощта на които може да се спечели обичта на любимия човек (в „Тристан и Изолда“ Вагнер също използва една старинна легенда за чародейно любовно питие). Феличе Романи взема за либретото елементи от сюжета на една задържалата се доста дълго на сцената опера – „Напитката“ – от френския композитор Обер по текст на Скриб. След като Доницети получава либретото, той написва операта едва за 15 дни в началото на 1832. Макар и създадена в къс срок и по този „припрян начин“, L’elisir d’amore е привлекателна, тъй като в нея са осмени редица страни от живота на Италия. Премиерата на „Любовен еликсир“ е на 12 май същата година в Милано и има огромен успех. Веднага след първия спектакъл са обявени още 30, а билетите за тях са продадени в почти незабавно.
В България „Любовен еликсир“ е играна за пръв път през 1934 в Софийската народна опера в постановка на диригента Асен Найденов и режисьора Христо Попов.

## История на представленията
Премиерата е в Teatro della Canobbiana, Милано на 12 май 1832. L'elisir d'amore е една от най-често представяните опери на Доницети и също има голямо количество нейни записи. Тя се намира на 20-о място в списъка на Opera America за най-представяни опери в Северна Америка .

### Първо действие

#### Сцена 1
Селският момък Неморино, влюбен в младата и хубава Адина, страда силно, тъй като тя не му отговаря с взаимност, а вместо това винаги му подхвърля остроти и закачки, и мисълта, как да спечели любовта ѝ, го измъчва непрекъснато. Неморино стои до оградата на къщата ѝ и подслушва разговора на Адина с нейната приятелка Дженета (в ария на Неморино „Quanto è bella, quanto è cara“), в който Адина разказва легендата за Тристан и Изолда (ария на Адина „Della crudele Isotta“). Чувайки как Тристан е изпил вълшебно питие, за да спечели любовта на Изолда, Неморино решава непременно да се сдобие с подобен еликсир.
Дочуват се барабани, под звуците, на които в селото влиза отряд войници, начело със стройния сержант Белкоре – също влюбен в Адина. Белкоре поднася на девойката букет цветя и започва дръзко и самоуверено да я ухажва (ария на Белкоре „Come Paride vezzoso“), което това причинява нови страдания на Неморино. Белкоре успява да убеди Адина да го покани с хората му в чифлика и да ги нагости, а Адина с радост се съгласява. Тя отново подхвърля закачка към Неморино, което съвсем го отчайва, но съжалявайки нещастния момък, Адина го поканва заедно с другите.

#### Сцена 2
(На селския площад) Пощенският рог известява пристигането на дилижанса и събира на площада всички селяни. От колата излиза непознат чужденец и селяните се питат какъв е той, дали е граф или маркиз? Оказва се, че това е доктор Дулкамара, който започва веднага да се хвали, че лекува всички болести на света с лекарствата, които носи със себе си (ария на Дулкамара „Udite, udite, o rustici!“). Селяните се натрупват и започват да купуват неговите балсами и лекарства, към Дулкамара се приближава и Неморино. Той смутено го пита има ли от вълшебното питие на Тристан и Изолда, а хитрият шарлатанин веднага предлага „плацебо“ на момъка, като му казва, че еликсирът ще подействува само, ако се вземе след един ден (в действителност достатъчно време за Дулкамара, за да се изпари от селото).
Неморино, щастлив и радостен, плаща скъпо и прескъпо с последните си пари за обикновеното вино, което му е продава Дулкамара. Сега момъкът е убеден, че ще спечели любовта на Адина, но не му се чака цял ден и той нетърпеливо отваря бутилката, изпивайки я на един дъх. „Еликсирът“ веднага променя Неморино. Той става весел от виното, започва да пее, да се шегува, да закача другите девойки, без да обръща никакво внимание на Адина. Девойката, която също обича Неморино, но прикрива чувствата си, е дълбоко оскърбена. За да го накаже, тя казва на сержанта Белкоре, че е съгласна да стане негова жена – ако той желае, могат да се венчаят още същия ден. Думите на Адина карат Неморино веднага да изтрезнее; отчаян, той моли Адина да отложи сватбата си поне за следващия ден, а щастливият Белкоре кани всички на сватбеното тържество.

### Второ действие

#### Сцена 1
(В двора на Адина) Гостите са вече дошли, за да присъстват на сключването на брака между Адина и Белкоре, сред тях е и доктор Дулкамара (дует на Дулкамара и Адина – баркарола „Io son ricco, e tu sei bella“). В същото време отчаяният Неморино се надява единствено на „еликсира“ му, но е дал всичките си пари за първата бутилка. За да се сдобие с други, той решава да стане наемен войник и с получените от Белкоре двайсет скуди момъкът трябва употреби за още от еликсира и да търси доктора. Неочаквано обаче се разнася новината (правдоподобна, тъй като идва от селския куриер), че вуйчото на Неморино е починал, като му е оставил цялото си състояние, за която новина само Неморино не знае още нищо. Той е открил Дулкамара, купил е двойна доза „еликсир“ и сега отново е под въздействието му. Още първата девойка, която среща, започва да го ухажва – тя е научилата новината Джанета, но Неморино, незнаещ нищо, не е ни най-малко изненадан, тъй като е повярвал в силите на чародейното питие. Адина, която също не знае, че Неморино вече е богат, е силно смутена от вниманието, с което го обграждат всички девойки от селото.
Доктор Дулкамара е най-изненадан от действието на своя „еликсир“, шарлатанинът мъчно може да повярва на магическата му сила, но няма смелост да го предложи и на Адина, защото разбира, че и тя страда от нещастна любов (дует на Адина и Дулкамара ”Quando amore! Ed io spietata”). От думите на Дулкамара и на селяните девойката разбира, че Неморино вече на два пъти е купувал от вълшебното питие, за да спечели любовта ѝ и за втората бутилка е заплатил с цената на свободата си, като се е продал за наемен войник, така Адина решава да разкрие чувствата си.

#### Сцена 2
Полкът на Белкоре е повикан на фронта и Неморино се приготвя за път. Той е видял в очите на Адина сълзи, когато тя го е видяла да се забавлява с девойките (ария на Неморино „Una furtiva lagrima“). През това време Адина е дала на Белкоре двайсет скуди и е взела разписката на Неморино. Сега идва при любимия си и му казва, че го е освободила и му дава документа. Неморино отново не е изненадан – това ще да е от „еликсира“, но Адина все още не признава любовта си. Неморино ѝ заявява, че докато не е обичан, иска да умре войник. Накрая девойката му казва, че го обича и е съгласна да стане негова жена, младежът е безкрайно щастлив. Самият Белкоре не е кой знае колко опечален – по света няма да се свършат хубавите жени, и Дулкамара е щастлив – той е в състояние да изпълни желанието на всички хора, които искат да са купят от неговия „любовен еликсир“.

## Музика
„Любовен еликсир“ е една от най-хубавите опери буфо на Доницети, музиката е весела, бодра, оптимистична с леснодостъпна и със завладяваща мелодичност. Партиите на двамата главни герои Адина и Неморино са издържани в лиричен аспект въпреки вложената на места закачлива веселост или незлоблива ирония; в музиката също има много сатиричност и пародийност, особено що се отнася най-вече за подчертано комичните образи на Дулкамара и Белкоре. Партията на Неморино не е особено трудна за изпълнение – тя разкрива чистата красота на гласа, а изпълнителят ѝ трябва да покаже по-скоро завидно комично майсторство. Партията на Адина е по-сложна, написана с много колоратури. Ролята на Дулкамара често се изпълнява и от баритони, в партиите на Дулкамара и Неморино вокалното майсторство и чувството за хумор на певците е задължително. Белкоре също е комичен образ, от него, Неморино и Дулкамара зависи успехът на операта. Малката роля на Джанета е типична за сопран.
След неголямата увертюра, написана в италиански стил с бавно встъпление и радостно алегро, слушателят е въведен в първата картина, където се откроява арията на Адина, наситена с много топлота и разкриваща първите щрихи на обаятелен музикален образ. Находчиво и интересно е изграден разказът на главната героиня за Тристан и Изолда, в него всеки куплет се повтаря по пародиен начин от хора. В тази картина прави впечатление вълнуващата каватина на Неморино, в която той разказва за нещастната си любов.
Жанровата сцена с влизането на войниците в селото, предвождали от Белкоре, създава бодра атмосфера. Комичната любовна ария на Белкоре разкрива самоуверения, глуповат и лекомислен сержант. С много голямо майсторство е написана сцената-квартет на Адина, Джанета, Неморино и Белкоре заедно с хора. Централно място във втората картина заема великолепната хумористично-пародийна ария-сцена на доктор Дулкамара. Тази голяма ария е едно от най-ярките постижения на Доницети като композитор и в цялата оперна литература остава бляскав пример за басова ария буфо. Дуетът между Неморино и Дулкамара също така е извънредно оригинален и приятен.
Второ действие започва с битова сцена, която е весела и бодра, последвана от прекрасната баркарола на Адина и Дулкамара. Дуетът на Белкоре и Неморино за красотите на войнишкия живот е пропит с много жизненост и сатирични елементи, не по-малко интересна е комичната сцена, когато селските девойки ухажват пийналия от „еликсира“ Неморино. В последната картина изпъкват качествата на големия квартет с хора, както и на най-популярната ария от цялата опера – каватината на Неморино „Една скрита сълза“ (Una furtive lagrima), нова е възхитителна любовна песен, която отдавна вече се пее от всички лирични тенори. Финалната сцена на хора искри от радост и настроение.

## Известни арии
- „Quanto è bella, quanto è cara“ („Колко е красива, колко е мила“) – Неморино, акт I, сцена 1
- „Della crudele Isotta“ („На жестоката Изолда“) – Адина, акт I, сцена 1
- „Come Paride vezzoso“ („Също като очарователният Парис“) – Белкоре, акт I, сцена 1
- „Udite, udite, o rustici“ („Слушайте, о, селяни“) – Дулкамара, акт I, сцена 2
- „Io son ricco, e tu sei bella“ („Аз съм богат, а ти си красива“) – баркарола, дует на Дулкамара и Адина, акт II, сцена 1
- „Quando amore! Ed Io spietata“ („Каква любов! А аз, жестоката“) – дует на Адина и Дулкамара, акт II, сцена 1
- „Una furtiva lagrima“ („Една скрита сълза“) – Неморино, акт II, сцена 2
- „Prendi, per me sei libero“ („Вземи, освободен си“) – Адина, акт II, сцена 2

## Избрани записи
| Година       | Екип (Неморино, Адина, Белкоре, Дулкамара)                        | Диригент Оркестър и хор                                                             | Издател                                      |
| ------------ | ----------------------------------------------------------------- | ----------------------------------------------------------------------------------- | -------------------------------------------- |
| 1955 студио  | Джузепе Ди Стефано, Хилде Гюден Ренато Капеки Фернандо Корена     | Франческо Молинари-Прадели Оркестър и хор на Маджио Музикале Фиорентино – Флоренция | CD: Decca Cat: 443542                        |
| 1967 студио  | Николай Геда Мирела Френи Марио Серени Ренато Капеки              | Франческо Молинари-Прадели Оркестър и хор на Оперен театър Рим                      | CD: EMI Cat: CMS 7 69897 2                   |
| 1970 студио  | Лучано Павароти Джоан Съдърланд Доминик Коса Спиро Малас          | Ричард Бонинг Английски камерен хор Амброзийски оперен хор                          | CD: Decca Cat: 424912 – 2                    |
| 1977 студио  | Пласидо Доминго Илеана Котрубас Ингвар Виксел Сър Герент Евънс    | Джон Притчард Оркестър и хор на Кралска опера Ковънт Гардън                         | Audio CD: Sony Masterworks Cat: 2796-96458-2 |
| 1980 на живо | Лучано Павароти Джудит Блеген Брент Елис Сесто Брускантини        | Никола Решиньо Оркестър и хор на Метрополитън Опера                                 | Decca Cat: 001101409                         |
| 1989 студио  | Лучано Павароти Катлийн Батъл, Лео Нучи, Енцо Дара                | Джеймс Ливайн Оркестър и хор на Метрополитън Опера                                  | CD: Deutsche Grammophon Cat: 429744          |
| 1990 на живо | Лучано Павароти Катлийн Батъл, Хуан Понс, Енцо Дара               | Джеймс Ливайн Оркестър и хор на Метрополитън Опера                                  | DVD: Deutsche Grammophon Cat: 000405009      |
| 1996 студио  | Винченцо ла Шола Алесандра Руфини Роберто Фронтиали Симоне Алаймо | Пиерджорджо Моранди Оркестър и хор на Унгарска държавна опера                       | CD:Naxos Cat: 8660045 – 46                   |
| 1997 на живо | Роберто Аланя Анджела Георгиу Роберто Шалтрити Симоне Алаймо      | Евелино Пидо Оркестър и хор на Лионска опера                                        | DVD и CD:Decca CD Cat: 455691                |
| 2006 на живо | Роландо Вилазон, Анна Нетребко, Лео Нучи, Илдебрандо Д’Арканджело | Алфред Ешве Оркестър и хор на Виенската държавна опера                              | DVD: Virgin Classics/EMI Cat: 00946 363352 9 |